# Liste der Monuments historiques in Perrigny-sur-l’Ognon
Die Liste der Monuments historiques in Perrigny-sur-l’Ognon führt die Monuments historiques in der französischen Gemeinde Perrigny-sur-l’Ognon auf.

## Liste der Objekte
| Bezeichnung                | Beschreibung | Standort                                     | Kennzeichnung | Schutzstatus | Datum | Bild |
| -------------------------- | --- | -------------------------------------------- | ------------- | ------------ | ----- | ---- |
| Altar                      | Holz, farbig gefasst und vergoldet, 1837 von Claude Hubert Gaudin, 1991 bei Brand beschädigt, 1996/97 restauriert | in der Kirche Assomption-de-la-Vierge (Lage) | PM21003049    | Classé       | 1999  |      |
| Gemälde Entrückung Mariens | Ölfarbe auf Holz, bezeichnet 1622, 1996 restauriert                                                               | in der Kirche Assomption-de-la-Vierge (Lage) | PM21001715    | Classé       | 1965  |      |
| Skulptur Madonna mit Kind  | Stein, farbig gefasst, 15. Jahrhundert                                                                            | in der Kirche Assomption-de-la-Vierge (Lage) | PM21004112    | Inscrit      | 1994  |      |